# Nothomastix chromalis
Nothomastix chromalis là một loài bướm đêm trong họ Crambidae.